# Волобуев, Николай Андреевич
Николай Андреевич Волобуев (1918, поселок Никитовский Московской губернии, теперь Московской области, Российская Федерация — 27 сентября 1975, город Днепродзержинск, теперь Каменское Днепропетровской области) — советский металлург, инженер, бывший директор Днепровского металлургического завода имени Дзержинского Днепропетровской области.

## Биография
Родился в крестьянской семье. В 1938 году окончил металлургический техникум.
Трудовую деятельность начал в 1938 году вальцовщиком Верхне-Салдинского металлургического завода.
Во время Великой Отечественной войны служил в Красной армии, был командиром полка Волховской партизанской бригады.
Член ВКП(б) с 1943 года.
В 1944-1961 годах — партийный организатор ЦК ВКП(б), начальник цеха, главный прокатчик Макеевского металлургического завода имени Кирова Сталинской области.
Окончил Донецкий политехнический институт.
В 1961-1967 годах — директор Харцызского сталепроволочно-канатного завода Донецкой области; заместитель председателя плановой комиссии Донецко-Приднепровского экономического района; главный инженер Краматорского металлургического завода имени Куйбышева Донецкой области.
В 1967 — 27 сентября 1975 года — директор Днепровского металлургического завода имени Дзержинского Днепропетровской области.

## Награды
- орден Ленина
- орден Красного Знамени
- два ордена Трудового Красного Знамени
- медали